# Liste des cardinaux créés par Pascal II
Le pape Pascal II (1099-1118) a créé 92 cardinaux en 15 consistoires.

## 1099
- Crisogono
- Giovanni, O.S.B.
- Amico, O.S.B.Cas.
- Gregorio Gaetani
- Guido, O.S.B.
- Ugo
- Pandolfo, O.S.B.Cas.
- Ulrich
- Antonio
- Berardo
- Romano
- Bobone
- Gualon
- Gregorio
- Docibilo

## 1100
- Pietro
- Agostino
- Romano
- Teobaldo
- Pietro Modoliense
- Pietro, O.S.B.Cas.
- Giovanni
- Gualterio

## 1101
- Riccardo, O.S.B.

## 1102
- Crescenzio, seniore
- Domnizzone
- Teobaldo

## 1104
- Gualon
- Ubaldo

## 1105
- Corrado
- Leone, O.S.B.Cas.
- Bonifacio
- Desiderio
- Domnizzone
- Guy
- Giovanni
- Vitale
- Ascanio
- Ugo d'Alatri
- Bosone

## 1106
- Cinzio
- Vincenzo
- Gezo
- Errico
- Roscemanno Sanseverino, O.S.B.Cas.
- Pietro Pierleoni, O.S.B.Clun.

## 1107
- Giovanni
- Gregorio
- Leone

## 1108
- Kuno von Urach, Can. Reg. d'Arrouaise

## 1112
- Manfredo
- Ugo Visconti
- Uberto
- Gregorio
- Pietro Gherardesca
- Anastasio
- Niccolò
- Pietro
- Oderisio
- Romualdo Guarna
- Crescenzio

## 1113
- Adeodato
- Corrado
- Gionata
- Teodoro
- Gregorio

## 1114
- Anastasio
- Bonifacio
- Giovanni, O.S.B.Cas.
- Teobaldo

## 1115
- Leone
- Vitale
- Divizzo
- Gerardo
- Leone, O.S.B.
- Giovanni

## 1116
- Crescenzio
- Pietro, seniore
- Bosone
- Pietro

## 1117
- Lamberto
- Sasso
- Giovanni da Crema
- Rainiero
- Bosone
- Crisogono
- Sigizzone, iuniore
- Teobaldo
- Pietro
- Amico
- Crisogono Malcondini
- Errico, O.S.B.